# Norveški jezik
Norveški jezik (norveški: norsk /nɔʂk/) je sjevernogermanski jezik indoevropskog porijekla koji se pretežno govori u Norveškoj. Jezik govori oko 4,5 miliona ljudi u Norveškoj i oko milion ljudi van Norveške. Norveški jezik postoji u dvije službene pisane varijante: književni jezik (norveški: ) i novonorveški (norveški: nynorsk). Osobe koje govore švedski i norveški obično razumiju jedni druge bez većih problema. Ovo važi u malo manjoj mjeri i za osobe koje govore danski i norveški. Pisana književna varijanta norveškog je skoro identična pisanom danskom.

## Istorija
Norveški jezik vuče svoje porijeklo iz sjevernogermanskog jezika (takođe poznat i pod imenima skandinavski i nordijski) koji se govorio na prostoru Skandinavskog poluostrva u prvih hiljadu godina nove ere. Skandinavski jezik se danas može vidjeti u formi runa na prostoru čitave Skandinavije. Ovaj jezik je se vremenom podjelio na dvije podgrupe zapadnonordijski (norveški: norrønt) i istočnonordijski. Iz zapadnonordijskog su se s vremenom razvili norveški, islandski i farski dok su se iz istočnonordijskog razvili švedski i danski.
Dolaskom hrišćanstva u Skandinaviju u 10. vijeku rune se prestaju koristiti i u upotrebu dolazi latinica. Ime koje se koristi za jezik koji se u ovo vrijeme govori i piše na području Norveške je staronorveški (norveški: gammelnorsk). Ovaj jezik je potpuno identičan sa jezikom koji se u isto vrijeme govori i piše na području Farskih Ostrva i Islanda.
Dolazkom kuge u 13 stoljeću većina pismenih govornika ovog jezika umire i sa njima nestaje staronorveški kao pisana varijanta jezika. Tekstovi pisani poslije kuge su u pravilu pisani mješavinom švedskog, danskog i staronorveškog. Ovaj pismena varijanta jezika se označava kao srednjenorveški (norveški: mellomnorsk). Unijom između Norveške i Danske i reformacijom (konvertovanjem iz katolicizma u protestantizam) danski postaje zvanično korišćena pisana varijanta norveškog jezika. Na Farskim Ostrvima i na Islandu se nastavlja upotreba srednjenorveškog koji se kasnije razvija u zasebne jezike: islandski i farski. Norveški, islandski i farski jezik se računaju kao zasebni jezici od 15. vijeka. Uvođenjem danskog kao pisane varijante norveškog jezika u norveški jezik ulaze mnoge pozajmice iz njemačkog i danskog jezika.
Kada je Norvešku preuzela Švedska 1814. godine, počinje diskusija o pisanoj varijanti norveškog jezika koja bi se razlikovala od danskog. Ova diskusija je izazvala podjelu javnosti na dva djela. Jedan dio je želio da se novi pisani norveški bazira na dijalektima koji nisu bili pod uticajem danskog jezika. Najglasniji zagovornik ove ideje je bio norveški prosvetitelj Ivar Aasen. Ova varijanta pisanog norveškog je u 1929. godini zvanično dobila ime novonorveški. Drugi dio javnosti podržavao je ideju da se u danski pisani jezik koji se koristio u Norveškoj postepeno uvode norveške riječi i izbacuju danske. Ovaj dio javnosti je bio predvođen prosvetiteljom Knud Knudsenom. Ova varijanta norveškog jezika se prvobitno nazivala državni norveški (norveški: riksmål) da bi u 1929. godini dobila svoje zvanično ime književni norveški.
U 20. vijeku Norveška država pokušava da ujedini novonorveški i književni norveški u jednu varijantu pisanog norveškog pod imenom zajednički norveški (norveški: samnorsk). Velike reforme jezika su provedene 1917, 1938. i 1959. Zajednički norveški nailazi na otpor u velikom djelu javnosti i država odustaje od ovog projekta sredinom 1960-ih godina. Danas su obje varijante pisanog jezika zvanične.
Od 1952. godine jezik je regulisao Norsk språknemnd. U 1972. godini reguliranje jezika je preuzeo Norsk språkråd.

## Klasifikacija jezika
Norveški jezik je dio grupe jezika poznatih pod imenom indoevropski jezici. Indoevropski jezik se s vremenom razvio u različite grupe jezika migracijom stanovništva koje je prvobitno govorilo ovaj jezik. Germani su početkom nove ere govorili protogermanski jezik koji se sa vremenom podjelio u tri grupe; zapadno-, istočno- i sjevernogermanski. Sjevernogermanska grupa se kasnije 
razgranava u norveški, danski, švedski, islandski i farski jezik.
Ovi skandinavski jezici se klasifikuju u dvije grupe: zapadnonordijsku (ili zapadnoskandinavsku) grupu i istočnonordijsku (ili istočnoskandinavsku) grupu. Klasifikacija se bazira na fonološkim promjenama iz sjevernogermanskog jezika. Naprimjer riječ most se u istočnonordijskim jezicima zove bro dok se ista riječ zove bru u zapadnonordijskim jezicima. Islandski, farski i norveški jezik pripadaju zapadnonordijskoj grupi dok švedski i danski pripadaju istočnonordijskoj grupi. Ova klasifikacija nije relevantna za norveški jezik kao cjelinu zbog toga što granica između ove dvije fonetske grupe djeli norveški na dva djela. Dijalekti norveškog koji se govore na jugoistoku Norveške pripadaju istočnonordijskoj grupi dok ostatak norveških dijalekata pripada zapadnonordijskoj grupi.

## Fonetika i izgovor
U norveškom jeziku postoje velike varijacije u izgovoru između različitih dijalekata. U norveškom kao i u drugim skandinavskim jezicima postoji relativno veliki broj vokala. Za razliku od mnogih drugih evropskih jezika u norveškom jeziku ton sa kojima se riječi izgovaraju može predstavljati razliku između dva značenja iste riječi. Drugi jezici u Evropi u kojima takođe postoje tonalne razlike su srpski (bosanski, hrvatski, crnogorski), švedski, slovenački i estonski.

## Norveška abeceda
|  |  |  |  |  |  |
|  |  |  |  |  |  |
|  |  |  |  |  |  |
|  |  |  |  |  |  |
|  |  |  |  |  |  |

## Varijante pisanog norveškog
Norveški jezik postoji u dvije službene pisane varijante: književni norveški (norveški: ) i novonorveški (norveški: nynorsk). Za konzervativnu varijantu književnog norveškog se koristi ime državni norveški (norveški: riksmål). Takođe postoji konzervativna vrsta novonorveškog pod imenom visokonorveški (norveški: høgnorsk).
Većina norveškog stanovništva (85%–90%) koristi književni norveški. Broj korisnika novonorveškog je dostigao vrhunac za vrijeme Drugog svjetskog rata kada je prema procjenama jedna trećina stanovništva koristila tu varijantu pisanog norveškog jezika. Od završetka Drugog svjetskog rata ovaj broj je opao na sadašnjih 10%–15%.

### Književni norveški i državni norveški
Književni norveški jezik je baziran na danskoj književnoj tradiciji. Razlog ovome je danska dominacija u Norveškoj i status danskog jezika kao zvaničnog jezika u Norveškoj od srednjeg vijeka. Kao posljedica ovoga razlike danas između pisanog danskog i književnog norveškog su minimalne. Ove razlike su uvedene sredinom 19. vijeka kada je Knud Knudsen (1812–1859) započeo reformaciju norveškog jezika.
U ovo vrijeme jezik je bio poznat pod imenom državni norveški. Godine 1928. jezik je zvanično preimenovan u književni norveški. Između 1917. i 1965. u Norveškoj je zvanični program države bio ujedinjenje dvije pisane varijante norveškog u jednu. Ova ujedinjena varijanta je poznata kao zajednički norveški. Pod uticajem ove politike u književni norveški su uvedena neka pravopisna pravila iz novonorveškog. Danas ime državni norveški se koristi za pravopis prije reformi iz početka prošlog stoljeća dok se ime književni norveški koristi za varijantu jezika u kojoj su reforme uvedene.

### Novonorveški i visokonorveški
Novonorveški je druga službena pisana varijanta norveškog jezika. Nastao je većinom radom Ivara Aasena između 1842. i 1873. godine. Cilj jezika je bio da bude protivteža "danskom" norveškom koji se govorio od strane gradskog stanovništva i bogatijih slojeva norveškog društva.
Za vrijeme norveške politike stvaranja zajedničkog norveškog u novonorveški su uvedena neka od pravila iz književnog norveškog. Novonorveški u kojem ove reforme nisu uvedene naziva se visokonorveški (høgnorsk).

### Zajednički norveški
Zajednički norveški je varijanta norveškog jezika koja je trebalo da nastane spajanjem književnog norveškog i novonorveškog. Plan norveške države za stvaranje ove varijante pisanog jezika je danas službeno odbačen.

## Dijalekti
Norveški jezik je prepoznatljiv po relativno velikim razlikama između različitih dijalekata i velikom broju istih. Razlike između dijalekata se obično pripisuju velikim geografskim razdaljinama između stanovništva i planinskom miljeu koji je ranije ograničavao kontakt između ljudi. Specijalno za norveški jezik je da su dijalekti u današnjici dobili jak položaj kako u zvaničnim tako i u nezvaničnim situacijama. Standardni dijalekt postoji ali nije dovoljno raširen i vezan je za književno norveški. Ovaj standardizirani dijalekt se govori samo u provinciji Østlandet.

## Primer teksta
Na književnom norveškom:
```
Alle mennesker er født frie og like i verdighet 
og rettigheter. De er utstyrt med fornuft og 
samvittighet og bør behandle hverandre i en ånd av brorskap.
```

Na novonorveškom:
```
Alle menneske er fødde frie og like i verd 
og rettar. Dei er utstyrte med fornuft og 
samvit og bør behandla kvarandre i ein ande av brorskap.
```

## Osnovni pojmovi
Na književnom norveškom:
- Hallo — Zdravo
- God morgen — Dobro jutro
- God dag — Dobar dan
- God kveld — Dobro veče
- God natt — Laku noć
- Adjø — Doviđenja
- Hvordan har du det? — Kako si
- Takk — Hvala, Molim
- Jeg heter — Ja se zovem
- Jeg er ... (år gammel) — Ja imam ... godina
- Ja — Da
- Nei — Ne
- Brojevi od 0 do 10: 0. null, 1. en, 2. to, 3. tre, 4. fire, 5. fem, 6. seks, 7. syv, 8. åtte, 9. ni, 10. ti

Na novonorveškom:
- Hallo — Zdravo
- God morgen — Dobro jutro
- God dag — Dobar dan
- God kveld — Dobro veče
- God natt — Laku noć
- Ha det — Doviđenja
- Korleis har du det? — Kako si
- Takk — Hvala, Molim
- Eg heiter — Ja se zovem
- Eg er ... (år gammal) — Ja imam ... godina
- Ja — Da
- Nei — Ne
- Brojevi od 0 do 10: 0. null, 1. en, 2. to, 3. tre, 4. fire, 5. fem, 6. seks, 7. sju, 8. åtte, 9. ni, 10. ti